# Acolasis suttea
Acolasis suttea är en fjärilsart som beskrevs av Achille Guenée 1852. Acolasis suttea ingår i släktet Acolasis och familjen nattflyn. Inga underarter finns listade i Catalogue of Life.